# Bonesgate Stream
Der Bonesgate Stream ist ein Wasserlauf in Surrey und dem Royal Borough of Kingston upon Thames, England. Er entsteht nordöstlich des West Park Hospital in Ewell und fließt in nordöstlicher Richtung. Am nördlichen Rand von Ewell bildet er die Grenze zwischen Surrey und dem Royal Borough of Kingston upon Thames. Er mündet im Norden von Ewell in den Hogsmill River.